# Велко Марков
Велко (Веле, Вельо) Петров Марков с псевдоним Милтон е български революционер социалист, крушевски войвода на Вътрешната македоно-одринска революционна организация.

## Биография
Велко Марков е роден през 1870 в бедно семейство в крушевското село Селце, тогава в Османската империя. Научава се да чете и пише при даскал Павле и в 1892 година заминава на гурбет в София, където работи като строител и столар. Запознава се с Васил Главинов и Лазар Главинов и става социалист, член на БРСДП. Учредител е на столарския синдикат в София и на Македоно-одринска социалдемократическа група в 1896 година. През 1899 година заминава за Крушево, а по-късно се установява в Битоля като столар. В Битоля основава социалистически кръжок, а на 2 юни 1900 година организира социалистическа конференция в Крушевско, на която се решава социалистическите групи да се влеят във ВМОРО.
През март 1901 година влиза в новосъздадената Крушевска чета на Никола Русински, а от август същата година е крушевски войвода. Като войвода има трудната задача да организира полските села, които дотогава са извън организацията - Годивле, Локвени, Турско, Бучин, Бела църква, Обършани, Върбяни, Крушеани и Свето Митрани, за да се съединят Битолската и Прилепската революционна околия.
През пролетта на 1902 година четата на Марков се увеличава на 14 души, тъй като в резултат на Крушевската афера няколко видни български учители и граждани от Крушево стават нелегални. Нелегални стават Димитър Иванов – главен български учител в Крушево, Петко Иванов, Даме Новев, Методи Стойчев, Никола Карев и гражданите Тирчо Карев, Тома Кръстев, Георги Иванов, Никола Топузов – повечето в четата на Велко Марков
| Велко Марков     | Селце         | войвода  |
| Марко Христов    | Сопотница     |          |
| Тирчо Карев      | Крушево       |          |
| Петко Иванов     | Горно Върбени | учител   |
| Даме Новев       | Крушево       | учител   |
| Тома Дойчинов    | Крушево       | търговец |
| Стоян Иванов     | Джван         |          |
| Георги Христов   | Света         |          |
| Методи Стойчев   | Крушево       | учител   |
| Гюрчин Наумов    | Сланско       |          |
| Христо Тасев     | Вогяни        |          |
| Иван Боримечката | Журче         |          |
| Павел Костов     | Крушево       |          |
| Георги           | Кошино        |          |

На 26 май 1902 година четата е издадена в село Ракитница, нападната е от войска и башибозук и започва целодневно сражение. Четникът Тирчо Карев от Крушево се опитва да се самоубие като си прерязва гърлото, но не успява и моли другарите му да го доубият. На помощ на Марков се притичват милиция от града, изпратена от крушевския ръководител дякон Йосиф Пречистански, както и четата на демирхисарския войвода Йордан Пиперката, но и те не успяват да разкъсат обръча. Четата дава 6 убити, между тях пръв войводата Велко Марков, и няколко пленени. От турците загиват повече, включително крушевският золумаджия Юнус. Само наследилият Марков като крушевски войвода Гюрчин Наумов и още трима четници успяват да пробият турската блокада.
След сражението избухва Ракитнишката афера - на другия ден потерите убиват шест селяни в Ракитница, раняват двама, изтезават 30 души и опожаряват 14 и ограбват 14 къщи. Най-зверски е изтезаван учителят Андрей Христов.

За него се пее народната песен: 
| „ | Бучат ми силни ветрови, татони небе и земя зад Крушовската планина в нещастната Ракитница. Зафучи тежко планина, заофка гора зелена: — Де гиди, Велко войвода, стани ми, страшни юнаку, сбери си отбор юнаци, раята да си отзивни, оти се турско не търпи! … | “ |